# Золоте
Золоте́ — місто в Україні, у Гірській міській громаді Сіверськодонецького району Луганської області.
На території міста є три шахти, що входять в об'єднання «Первомайськвугілля»: найстарша «Золоте», «Карбоніт», «Первомайська». Існує центральна збагачувальна фабрика.

## Географія
Місто Золоте розташоване на березі річки Балка Комишуваха. Через місто пролягають декілька залізничних гілок, на яких розташовані станціі Мар'ївка, Комишуваха, зупинний пункт Гірницький та автошлях територіального значення Т 1316.

### Населені пункти-сателіти
До складу міста входять декілька селищ, які називають за номерами поштових скриньок:
- Золоте-1 (квартал «Сонячний», «Карбоніт»)
- Золоте-2 («Завод»)
- Золоте-3 («Стахановець»)[4][5]
- Золоте-4 («Родіна», раніше — Партизанське)[6].
- Золоте-5 («Михайлівка»).
- Хутір Вільний.

## Історія
Засноване на початку XX століття. Поклади вугілля були виявлені у 1840 році. Почало бурхливо розвиватися з 1860-х років з відкриттям вуглевидобувної шахти в Слов'яносербському повіті Катеринославської губернії.
У 1896 році в Золотому споруджений Свято-Миколаївський храм.
У XIX столітті шахта «Золоте» була у власності французів і бельгійців.
Згодом відкрили ще 2 шахти: «Карбоніт» і «Первомайська», збудована центральна збагачувальна фабрика.
Пожвавлення життя міста наступило у 1960-1970-ті роки з активізацією в цьому районі стахановського руху.
З 1990-х років місто повільно вмирає.

### Російсько-українська війна
7 жовтня 2014 року місто було виключено зі складу Первомайської міської ради і приєднано до Попаснянського району Луганської області.
12 травня 2015 року СБУ повідомила про затримання в Маріуполі міського голови м. Золоте, який у травні 2014 року організував у місті проведення псевдореферендуму й активно підтримував угруповання терористів.
На 2017 рік більша частина міста (за винятком селища Мар'ївка) перебувала, як і раніше, під контролем ЗСУ.

### Російське повномасштабне вторгнення
21 червня 2022 року ЗСУ через загрозу оточення відійшли із Золотого.

## Населення
Національний склад за даними Всеукраїнського перепису населення такий: українці — 68,6 % населення міста, росіяни — 23,9 %, білоруси — 1,2 %.  Населення 17 816 мешканців (2001).
| 1939  | 1959  | 1968  | 1970  | 2001  | 2014  | 2015  | 2016  | 2019  |
| ----- | ----- | ----- | ----- | ----- | ----- | ----- | ----- | ----- |
| 13079 | 27592 | 27700 | 26000 | 17816 | 14261 | 14138 | 13957 | 13549 |

### Національний склад
Національний склад населення за даними перепису 2001 року:
| Національність  | Відсоток |
| --------------- | -------- |
| українці        | 68,58 %  |
| росіяни         | 23,87 %  |
| білоруси        | 1,2 %    |
| татари          | 0,6 %    |
| молдовани       | 0,14 %   |
| поляки          | 0,12 %   |
| інші/не вказали | 5,49 %   |

### Мовний склад
Рідна мова населення за даними перепису 2001 року:
| Мова            | Чисельність, осіб | Доля    |
| --------------- | ----------------- | ------- |
| Російська       | 8 969             | 50,34 % |
| Українська      | 7 827             | 43,93 % |
| Білоруська      | 63                | 0,35 %  |
| Румунська       | 5                 | 0,03 %  |
| Ромська         | 2                 | 0,01 %  |
| Інші/Не вказали | 950               | 5,34 %  |
| Разом           | 17 816            | 100 %   |

## Відомі особистості
- Єремєєва Галина Олександрівна — заслужений працівник освіти України (2019)[16] — Золотівська загальноосвітня школа І—III ступенів № 5.

Уродженець міста:
- Мазур Микола Вікторович (нар. 1982) — український правник.

Загинули в боях за місто
- Барщик Іван Васильович (1974—2022) — молодший сержант Збройних Сил України, учасник російсько-української війни, загинув 23 березня 2022 року в ході повномасштабного російського вторгнення в Україну.